# 斯特灵 (苏格兰行政区)
史特靈（英語：Stirling）是英国苏格兰地区的32个一级行政区之一，地处苏格兰中部。面积2,187km²，人口86,212。苏格兰主要河流之一的福斯河发源于境内并东向爱丁堡入海。行政区北部地区进入苏格兰高地地域，多山，人口稀少。行政中心在斯特灵市，它和附近的低地平原是行政区内主要的人口聚居点。
史特靈是蘇格蘭的七個內陸行政區之一，周圍與（以順時針方向）珀斯和金羅斯、克拉克曼南郡、福爾柯克郡、北拉納克郡、東鄧巴頓郡、西鄧巴頓郡與阿蓋爾和比特相鄰。